# Eresia derivata
Eresia derivata är en fjärilsart som beskrevs av Felix Bryk 1953. Eresia derivata ingår i släktet Eresia och familjen praktfjärilar. Inga underarter finns listade i Catalogue of Life.